# Тупицыно (Междуреченский район)
Тупицыно — деревня в Междуреченском районе Вологодской области.
Входит в состав Шейбухтовского сельского поселения, с точки зрения административно-территориального деления — в Шейбухтовский сельсовет.
Расстояние по автодороге до районного центра Шуйского — 22,5 км, до центра муниципального образования Щейбухты — 1,5 км.
По переписи 2002 года население — 9 человек.